# Jarak (Siman)
Jarak is een bestuurslaag in het regentschap Ponorogo van de provincie Oost-Java, Indonesië. Jarak telt 1903 inwoners (volkstelling 2010).